# Vransko
Vransko nemško nekdaj Franz, je nekdanje obcestno, danes pa gručasto naselje z okoli 800 prebivalci v Spodnji Savinski dolini, središče istoimenske občine.

## Ime naselja
Stara ljudska pripovedka pravi, da se je ime Vransko razvilo iz imena ptice vrane. Nekoč naj bi bilo v vranski kotlini jezero, ki so ga pozneje prekopali, osušili in na njegovem mestu zgradili naselje. Ker so se ob jezeru in kasneje na močvirju zbirale jate vran, so prebivalci naselje imenovali Vransko. Kjer so jezero prekopali, so dali naselju ime Prekopa, in kjer so s čolni brodarili in prepeljevali ljudi čez jezero, so kraj poimenovali Brode.

## Zgodovina
Naselje Vransko se v zgodovinskih virih prvič omenja leta 1286, trg je postalo leta 1868. V dvorcu Vittenbach, Prajhaus oz. Avžlak so bile med letoma 1809 in 1813 mitnica, pivovarna in obmejna carinarnica (Pod Trojanami je potekala meja med Štajersko in Kranjsko).

## Znamenitosti
- Muzej motociklov  prikazuje razvoj in zgodovino motociklizma ter prometa nasploh, od začetkov vse do 60. let 20. stoletja.
- Gasilska zbirka obsega več kot 400 predmetov gasilske dediščine iz vse Slovenije, od druge polovice 19. stoletja do konca 20. stoletja. Na ogled so prevozne ročne brizgalne črpalke na vozovih, motorne črpalke, gasilski aparati, sekire, ročniki, uniforme, medalje in značke.
- Rojstna hiša Lavoslava Schwentnerja, ljubljanskega knjigarnarja in založnika pesnikov in pisateljev slovenske moderne, v kateri je skoraj v celoti ohranjena stanovanjska oprema, ki ponazarja kulturo bivanja premožnejše trgovske družine na prelomu 19. stoletja.